# گوئیدو چرنیلیا
گوئیدو چرنیلیا (ایتالیایی: Guido Cerniglia؛ ‏ ۳ فوریهٔ ۱۹۳۹ – ۱۴ مهٔ ۲۰۲۰) بازیگر و صداپیشه اهل ایتالیا بود.
از فیلم‌ها و مجموعه‌های تلویزیونی که وی در آن نقش داشته‌است، می‌توان به تقدیم به مادر عزیزم در زادروزش، نونو فلیچه، اسمش را آندره‌آ می‌گذاریم، دشمنی خونین و فراسوی نیک و بد اشاره کرد.